# Trägerleistung
Die Trägerleistung eines Funksenders (englisch carrier power of a radio transmitter), im Sinne von Sendeleistung, ist – entsprechend Artikel 1.159 der Vollzugsordnung für den Funkdienst (VO Funk) der Internationalen Fernmeldeunion (ITU) – definiert als „Durchschnittsleistung, die ein Funksender während einer Periode der Hochfrequenzschwingung bei fehlender Modulation der Antennenspeiseleitung zuführt“.
Hierbei handelt es sich auch um einen besonderen Begriff der Frequenzverwaltung, der in der Regel im Zusammenhang mit der Zulassung einer Funkstelle bzw. Zuteilung einer Funkfrequenz oder eines Frequenzkanals Verwendung findet.